# Абегян, Манук Хачатурович
Ману́к Хачату́рович Абегя́н (арм. Մանուկ Աբեղյան; 17 [29] марта 1865, Астапат, Эриванская губерния — 25 сентября 1944, Ереван, Армянская ССР, СССР) — армянский литературовед, лингвист, академик Академии наук Армянской ССР (1943).  Заслуженный деятель науки Армянской ССР (1935).

## Биография
Родился 29 марта 1865 года в селе Астапат Нахичеванского уезда Эриванской губернии.
В 1876—1885 годах учился в духовной семинарии в Эчмиадзине. В 1893—1895 годах продолжил обучение в университетах Лейпцига и Берлина, в 1895—1897 годах — в Сорбоннском университете Парижа. В 1898 году окончил Йенский университет.
Преподавал в Эчмиадзинской семинарии Геворкян (1885—1887, 1898—1914), Шушинской приходской школе (1887—1889), Армянском девичьем училище Мариамян-Овнанян (1889—1893), школе Нерсисян (1914—1919), мужской гимназии (1917—1919) г. Тифлиса.
В 1925—1931 годах — член ЦИК Армянской ССР и Закавказья.
Умер 25 сентября 1944 года в Ереване.

## Творчество
Автор трудов «Армянские народные мифы в „Истории Армении“ Мовсеса Хоренаци» (1899; в 1898 защитил на эту тему диссертацию в Йене), монументальной «Истории древнеармянской литературы» (т. 1-2, посмертно, 1944—1946, доведена до XV в.; русский перевод 1948, 1975), «Стихосложение армянского языка» и др.
Под его редакцией опубликован свод вариантов эпоса «Давид Сасунский» (т. 1, 1936, т. 2, 1951).
Ему принадлежат исследования: «Гусанские народные песни, айрены и антуны», «Народные песенки» (1940), «О шараканах» 1912 и др.
Лингвистические работы Абегяна частично вошли в книгу «Теория армянского языка» (1931).
В критических статьях 1890-х годов отстаивал реалистическое направление.

## Память

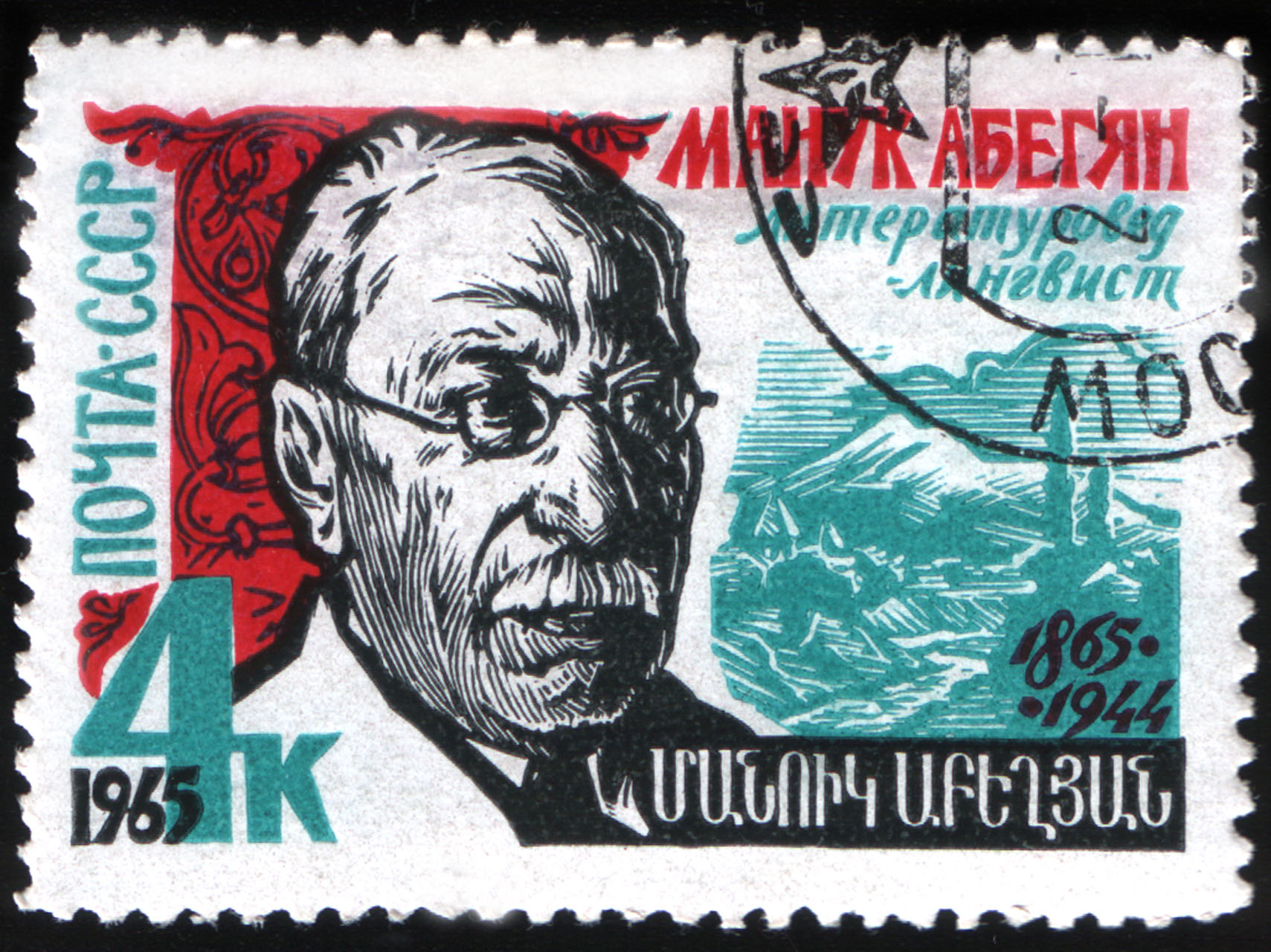
Почтовая марка СССР из серии «Писатели нашей Родины», посвящённая М. Х. Абегяну, 1965, 4 копейки (ЦФА 3223, Скотт 3062)

- Имя Абегяна присвоено Институту литературы Академии наук Армянской ССР.
- Также его имя носила средняя школа № 3 г. Еревана (с 1944 года).
- В 1965 году была выпущена почтовая марка СССР, посвящённая Абегяну.
- В 2000 году были выпущены почтовая марка и почтовый блок Армении, посвящённые Абегяну.

## Заслуги и звания
- Доктор философских наук (1898).
- Профессор (1925).
- Доктор филологических наук (1935).
- Заслуженный деятель науки Армянской ССР (1935).
- Действительный член Академии наук Армянской ССР (1943).